# أيدان شامبرز
أيدان شامبرز (بالإنجليزية: Aidan Chambers) هو كاتب للأطفال وكاتب وكاتب مسرحي ومؤلف بريطاني، ولد في 27 ديسمبر 1934 في تشترلي ستريت ‏ في المملكة المتحدة.

## وصلات خارجية
- الموقع الرسمي
- أيدان شامبرز على موقع IMDb (الإنجليزية)
- أيدان شامبرز على موقع قاعدة بيانات الفيلم (الإنجليزية)